# Dialectica sanctaecrucis
Dialectica sanctaecrucis là một loài bướm đêm thuộc họ Gracillariidae. Loài này sinh sống ở Cuba, Cộng hòa Dominica, Jamaica, Puerto Rico, và quần đảo Virgin (Saint John, Saint Croix và Saint Thomas) và quần đảo Galápagos.
Ấu trùng ăn Solanum melongena và Solanum torvum. Chúng cuộn lá cây là tổ.

## Phân loài
- Dialectica sanctaecrucis sanctaecrucis
- Dialectica sanctaecrucis darwini Landry, 2006 (Galápagos Islands)